# Thore Andersson-Dettner
Thore Andersson-Dettner (1908. október 18. – 1984. október 7.) svéd jégkorongozó.
Részt vett az 1931-es jégkorong-világbajnokságon a svéd válogatottban. A második fordulóból az osztrákok legyőzésével jutottak tovább. A hatos döntőben csak egyszer tudtak győzni. Csehszlovákiát verték 1–0-ra. Ez volt az egyetlen ütött góljuk. Viszont a kanadai csapattal 0–0-t játszottak, vagyis lenullázták őket, ami akkoriban óriási teljesítmény volt. Végül a 6. helyen végeztek, és mint jégkorong-Európa-bajnokság, a 4. helyen. 6 mérkőzésen játszott és nem ütött gólt
Klubcsapata a Södertälje SK volt 1928 és 1931 között. 1928-ban és 1929-ben svéd bajnoki ezüstérmes lett, majd 1931-ben bajnok. Ezután egy ligával lejjebb, az IFK Stockholmban játszott egy szezont, végül utolsó bajnoki évében visszatért a Södertälje SK-ba.